# Liste der Kulturdenkmäler in Seelbach (Nassau)
In der Liste der Kulturdenkmäler in Seelbach sind alle Kulturdenkmäler der rheinland-pfälzischen Ortsgemeinde Seelbach aufgeführt. Grundlage ist die Denkmalliste des Landes Rheinland-Pfalz (Stand: 8. Dezember 2023).

## Denkmalzonen
| Bezeichnung                               | Lage                                 | Baujahr                   | Beschreibung | Bild                           |
| ----------------------------------------- | ------------------------------------ | ------------------------- | --- | ------------------------------ |
| Denkmalzone Jüdischer Friedhof            | westlich des Ortes an der L 324 Lage | Ende des 19. Jahrhunderts | Areal mit vier Grabsteinen, Ende des 19. Jahrhunderts angelegt                                                                            | weitere Bilder Fotos hochladen |
| Denkmalzone Kaiserlicher Soldatenfriedhof | westlich des Ortes im Jammertal Lage | 1794                      | 1794 angelegt für die im Lazarett des Klosters Arnstein verstorbenen österreichischen Soldaten, gekennzeichnet durch ein modernes Denkmal | Fotos hochladen                |

## Einzeldenkmäler
| Bezeichnung                       | Lage                                                                        | Baujahr                         | Beschreibung | Bild                           |
| --------------------------------- | --------------------------------------------------------------------------- | ------------------------------- | --- | ------------------------------ |
| Windrad                           | Am alten Windrad Lage                                                       | 1907                            | Stahlkonstruktion auf Betonsockel, 1907 | Fotos hochladen                |
| Katholische Filialkirche St. Anna | Kirchstraße Lage                                                            | um 1920                         | Saalbau, wohl um 1920 | weitere Bilder Fotos hochladen |
| Wohnhaus                          | Kirchstraße 3 Lage                                                          | 17. oder 18. Jahrhundert        | Fachwerkhaus, teilweise verschiefert, 17. oder 18. Jahrhundert | BW                             |
| Wohnhaus                          | Kirchstraße 8 Lage                                                          | 17. oder 18. Jahrhundert        | Fachwerkhaus, verputzt, wohl aus dem 17. oder 18. Jahrhundert, Kniestock um 1900 | BW                             |
| Katholische Michaelskapelle       | Oberdorfstraße, neben Nr. 3 Lage                                            | um 1700                         | kleiner Saalbau, um 1700 | weitere Bilder Fotos hochladen |
| Altes Rathaus                     | Schulstraße 2 Lage                                                          | spätes 17. oder 18. Jahrhundert | Fachwerkbau, spätes 17. oder 18. Jahrhundert | Fotos hochladen                |
| Tunnelportal                      | nördlich des Ortes Lage                                                     | vor 1863                        | Ostportal des Kalkofener Tunnels der Lahntalbahn, historistische Fassade aus Quadermauerwerk mit Sandsteinzinnenkranz, vor 1863 | BW                             |
| Tunnelportal                      | nördlich des Ortes Lage                                                     | vor 1863                        | Westportal des Kalkofener Tunnels der Lahntalbahn, historistische Fassade aus Quadermauerwerk mit Sandsteinzinnenkranz, vor 1863 | BW                             |
| Wegekreuz                         | südwestlich des Ortes im Jammertal oberhalb des kaiserlichen Friedhofs Lage |                                 | Wegekreuz | BW                             |
| Hof Salscheid                     | südwestlich des Ortes jenseits des Jammertals Lage                          | um 1900                         | Hofanlage; Backstein-Wohnhaus und -Scheune sowie Bruchstein-Scheune, um 1900 | BW                             |
| Kloster Arnstein                  | westlich des Ortes Lage                                                     | um 1140                         | Kirche St. Maria und Nikolaus: dreischiffige Pfeilerbasilika, um 1140 bis 1208, 1884–87 Wiederaufbau des 1814 abgebrochenen Querhauses; von den 1814 großteils abgebrochenen Klostergebäuden erhalten: romanischer Konventsbau, Teil der Mauer des Klostergartens, spätgotischer Anbau mit Pforte, bezeichnet 1562, gotische Magdalenenkapelle sowie ein Bauteil mit Fachwerkgiebel, 16. Jahrhundert; ehemalige Kellnerei: Mansarddachbau | weitere Bilder Fotos hochladen |
| Margarethenkirche                 | westlich des Ortes und nördlich des Klosters Lage                           |                                 | Ruine der Margarethenkirche; Reste der romanischen Pfeilerbasilika aus Schiefermauerwerk | weitere Bilder Fotos hochladen |